# Río Chungará
El río Chungará es curso natural de agua en la Región de Arica y Parinacota que nace en las laderas occidentales de los nevado Quimsachata y al este del volcán Guallatire y fluye con dirección general norte por 15 km hasta desembocar en el lado sur oriental del lago Chungará del que es su principal afluente.
Este río es también conocido como quebrada Plazuela.

## Caudal y régimen
Su caudal promedio es de 300 l/s, que aumentan a 460 l/s en verano durante el invierno altiplánico.: 95 